# Luisia morsei
Luisia morsei är en orkidéart som beskrevs av Robert Allen Rolfe. Luisia morsei ingår i släktet Luisia och familjen orkidéer. Inga underarter finns listade i Catalogue of Life.